# Andrei Walerjewitsch Kartapolow

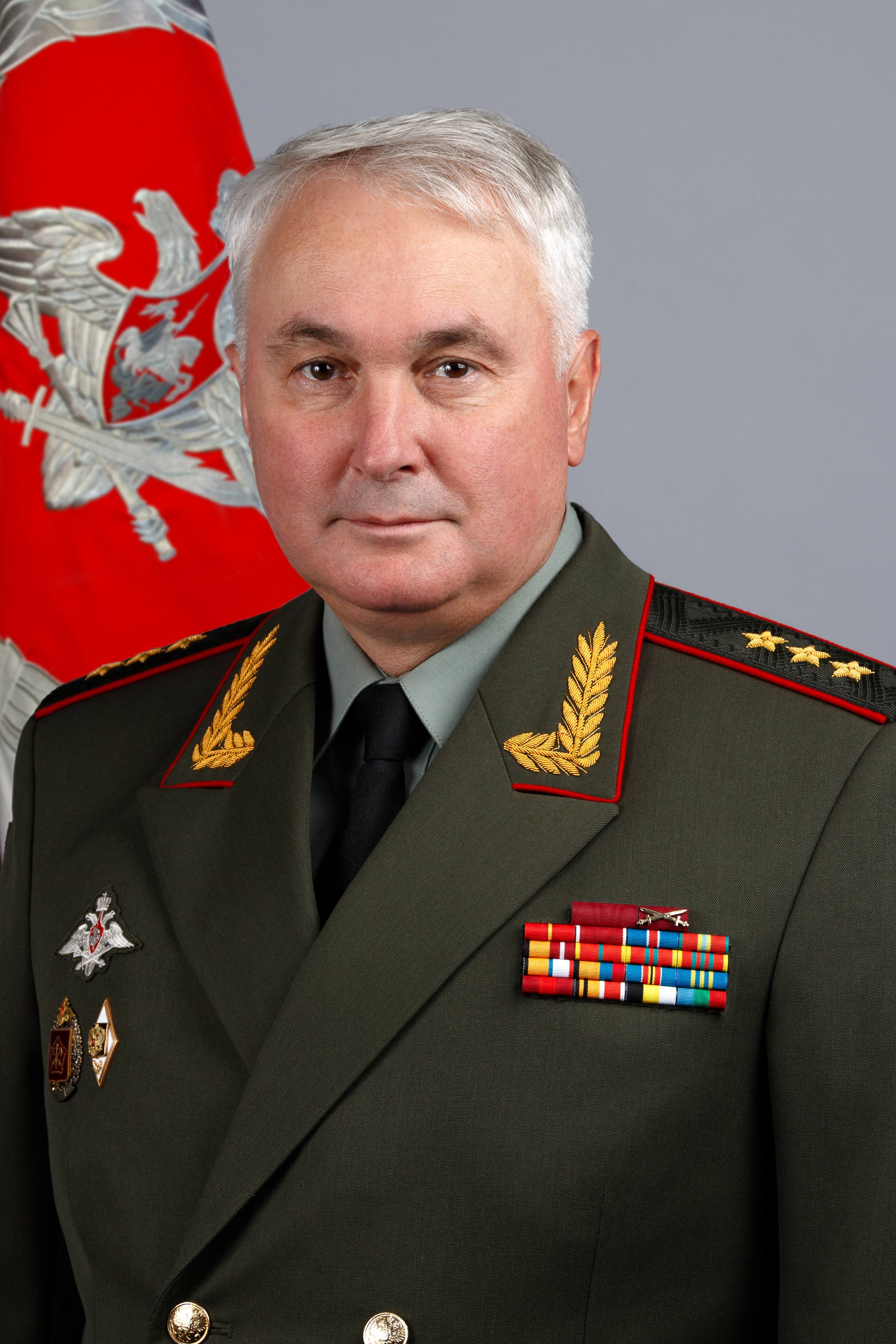
Andrei Kartapolow (2018)

Andrei Walerjewitsch Kartapolow (russisch Андрей Валериевич Картаполов; * 9. November 1963 in Weimar) ist ein russischer Generaloberst und seit 2021 Duma-Abgeordneter.

## Biographie
Seinen Wehrdienst begann Kartapolow in der Gruppe der Sowjetischen Streitkräfte in Deutschland und setzte ihn im fernöstlichen Militärbezirk fort.
1985 absolvierte Kartapolow die Moskauer Höhere Militärkommandoschule, 1993 die Frunse-Militärakademie und 2007 die Militärakademie des Generalstabes der Streitkräfte der Russischen Föderation.
Zwischen 2007 und 2008 war Kartapolow Armeekommandant im sibirischen Militärbezirk und anschließend bis 2009 Stabschef der 22. Gardearmee im Moskauer Militärbezirk.
Im Juni 2015 wurde Kartapolow zum Generaloberst befördert und wenige Monate später zum Befehlshaber des Westlichen Militärbezirks ernannt.
Von 2018 bis 2021 war Kartapolow Chef der Militärpolitischen Hauptverwaltung und zugleich Stellvertreter des Verteidigungsministers.
Seit 2021 ist er Duma-Abgeordneter.